# Bodenbenderita
La bodenbenderita és un mineral no aprovat per la IMA, per ser un mineral no descrit adequadament. La seva fórmula és (Mn, Ca)₄Al (Al, Yt, Er)(Si, Ti)₃O13. Va ser anomenat pel professor Wilhelm Bodenbender. La primera (i única) localitat on va ser descrit és a Sierras Chicas, al Departament de Punilla (Argentina). S'ha descrit en vetes pneumatolítiques associades a granits.